# Quận Coffee, Tennessee
Quận Coffee là một quận thuộc tiểu bang Tennessee, Hoa Kỳ.
Quận này được đặt tên theo. Theo điều tra dân số của Cục điều tra dân số Hoa Kỳ năm 2000, quận có dân số 48.014 người. Dân số năm 2005 ước 50.869 người.. Quận lỵ đóng ở Manchester6.

## Địa lý
Theo Cục điều tra dân số Hoa Kỳ, quận có diện tích 434 dặm vuông Anh (1.124,1 km2), trong đó có 6 dặm vuông Anh (15,5 km2) là diện tích mặt nước.

## Thông tin nhân khẩu

Tháp tuổi theo điều tra dân số năm 2000

### Các xa lộ chính
- Interstate 24
- U.S. Route 41
- U.S. Route 41A

### Quận giáp ranh
- Quận Cannon (bắc)
- Quận Warren (đông bắc)
- Quận Grundy (đông)
- Quận Franklin (nam)
- Quận Moore (tây nam)
- Quận Bedford (tây)
- Quận Rutherford (tây bắc)